# Marca de partició
La marca de partició és un excés de material en una peça forjada, colada o injectada en un motlle. Normalment cal eliminar-la.
L'origen de la marca de partició és la fuita de material (metall o plàstic fos) en la línia de partició del motlle o, en el cas de forja, de la línia de partició de les matrius.
Un disseny correcte i una fabricació acurada de motlles i matrius en les superfícies de partició permet reduir o eliminar el problema indicat.
Les marques de partició s'eliminen o redueixen amb eines de tall o per abrasió amb moles. En sèries grans pot usar-se algun sistema d'abrasió en massa, desbarbant un gran nombre de peces a la vegada. En casos especials pot usar-se un robot per a eliminar les marques indesitjables.

## Marca d'injecció
Les peces fabricades per injecció de plàstics en motlles tenen una marca de partició, generalment poc perceptible. Es tracta d'una marca inevitable que sovint pot acceptar-se malgrat consideracions estètiques menors. En algunes peces (per exemple: peces usades per a segellar i obtenir un tancament estanc) les marques d'injecció no són admissibles i cal eliminar-les, o redissenyar el motlle.